# Anicka van Emden
Anicka van Emden, född den 10 december 1986 i Haag, är en nederländsk judoutövare.
Hon tog OS-brons i de olympiska judo-turneringarna vid olympiska sommarspelen 2016 i Rio de Janeiro i damernas halv mellanvikt..